# Aulacoscelis melanocephala
Aulacoscelis melanocephala is een keversoort uit de familie schijnhaantjes (Orsodacnidae). De wetenschappelijke naam van de soort werd in 1877 gepubliceerd door Martin Jacoby.